# Ріо (мультфільм)
Ріо (англ. Rio) — американо-бразильський комедійний повнометражний анімаційний фільм, створений у форматі 3D, що вийшов у квітні 2011 року.

## Сюжет
В Бразильських джунглях браконьєри викрадають пташеня рідкісної породи «блакитний ара». Під час транспортування в США, контрабандисти гублять його у невеликому містечку Мус-Лейк в штаті Міннесота. Його підбирає дівчина Лінда і дає ім'я «Блу». Він безтурботно живе в комфортабельній клітці, допоки в будинку не з'являється молодий орнітолог Туліо з новиною про те, що Блу — останній самець цього рідкісного виду, і що в далекому сонячному Ріо-де-Жанейро проживає чарівна самиця такого ж самого виду — Перлинка. Він каже, що зведення цих пташок остання можливість для порятунку виду, і Лінда з Блу вирушають у Бразилію. Там їх чекають нові зустрічі, небезпеки та карколомні пригоди. Під час цього Блу із Ліндою змінюють свій погляд на життя, знаходять нових друзів та своє кохання.

## Ролі озвучували

### Тварини
- Джессі Айзенберг — ара Блу
- Енн Гетевей — ара Перлинка
- Will.I.Am — пароарія Педро
- Джеймі Фокс — канарейка Ніко
- Джордж Лопез — тукан великий Рафаель
- Джемейн Клемент — какаду Найджел
- Трейсі Морган — бульдог Луїс
- Джейн Лінч — казарка Еліс
- Ванда Сайкс — казарка Хлоя
- Бебель Жилберту — тукан жовтогорлий Єва

### Люди
- Леслі Манн — Лінда Гундерсон
- Родріго Санторо — Туліо Монтейро, орнітолог
- Карлос Понсе — Марсель
- Джейк Т. Остін — Фернандо

## Український дубляж

### Старий дубляж студії «Постмодерн» на замовлення компанії«Геміні»(2011)
- Петро Сова — Блу
- Анастасія Кочетова (Еріка) — Перлинка
- Микола Боклан — Найджел
- Катерина Сергеєва — Лінда
- Юрій Ребрик — Туліо
- Дмитро Лінартович — Марсель
- Олег Михайлюта (Фагот) — Ніко
- Олександр Сидоренко (Фоззі) — Педро
- Валерій Шептекіта — Рафаель
- Євген Пашин — Луїс
- Денис Капустін — Фернандо

- Мікс-студія — Central Production International Group (Росія)
- Перекладач — Надія Бойван
- Режисер дубляжу — Констянтин Лінартович
- Текст пісень — Руслан Поліщук, Ірина Туловська
- Музичний керівник — Лідія Сахарова
- Звукорежисер — Максим Пономарчук
- Звукорежисер перезапису — Василь Крачковський
- Менеджер проєкту — Ірина Туловська
- Керівник проєкту — Девід Шуфутінський
- Диктор — Андрій Середа

### Новий дубляж студії«1+1»на замовлення телеканалу«ТЕТ»(2017)
- Андрій Федінчик — Блу
- Дарина Муращенко — Перлинка
- Андрій Твердак — Найджел
- Юлія Перенчук — Лінда
- Дмитро Завадський — Туліо
- Андрій Мостренко — Марсель
- Михайло Тишин — Мауро
- Павло Скороходько — Ніко
- Олександр Погребняк — Педро
- Ярослав Чорненький — Рафаель
- Анатолій Зіновенко — Луїс
- Євген Пашин — епізоди

- Диктор — Сергій Могилевський

## Цікаві факти
- Ім'я Перлинки в англомовній версії — Jewel (що у перекладі з англійської — Коштовність, тоді як Перлина англійською — Pearl).
- За перші вихідні фільм зібрав у світі $ 55 млн.
- Карлос Салдана в ексклюзивному інтерв'ю від 20 травня 2011 року («The New York Times») повідомив про задоволення оцінками кінокритиків та обсягами зборів, а також розповів, що «Ріо» був задуманий як квадрологія. Карлос Салдана так само розповів про те, що він вже пише сценарій «Ріо 2» і планує дедалі вище підняти планку якості мультфільму, а також випускати невеликі 30-хвилинні мінімультфільми на тематику «Ріо» кожні пів року, в яких хотів би повідати біографію деяких персонажів. Утім, офіційно мови про сиквели не було.
- Збори становили близько 500 відсотків від бюджету .
- У своєму блозі Джессі Айзенберг обмовився, що за рік розпочне озвучування нового, поки не анонсованого мультфільму. Можливо, йдеться про сиквел.